# Bequimão (ort)
Bequimão är en ort i Brasilien.   Den ligger i kommunen Bequimão och delstaten Maranhão, i den nordöstra delen av landet, 1 500 kilometer norr om huvudstaden Brasília. Bequimão ligger 15 meter över havet och antalet invånare är 5 695.
Terrängen runt Bequimão är platt, och sluttar norrut. Runt Bequimão är det ganska glesbefolkat, med 23 invånare per kvadratkilometer.. Det finns inga andra samhällen i närheten.
Omgivningarna runt Bequimão är en mosaik av jordbruksmark och naturlig växtlighet.